# Chris Mason (regatista)
Chris Mason es un deportista británico que compitió en vela en la clase Soling. Ganó una medalla de plata en el Campeonato Europeo de Soling de 1997.

## Palmarés internacional
| Campeonato Europeo | Campeonato Europeo  | Campeonato Europeo | Campeonato Europeo |
| Año                | Lugar               | Medalla            | Clase              |
| ------------------ | ------------------- | ------------------ | ------------------ |
| 1997               | Troon (Reino Unido) | Medalla de plata   | Soling             |